# Notarchus indicus
Notarchus indicus is een slakkensoort uit de familie van de Aplysiidae. De wetenschappelijke naam van de soort is voor het eerst geldig gepubliceerd in 1820 door Schweigger.